# 特種部隊群 (比利時)

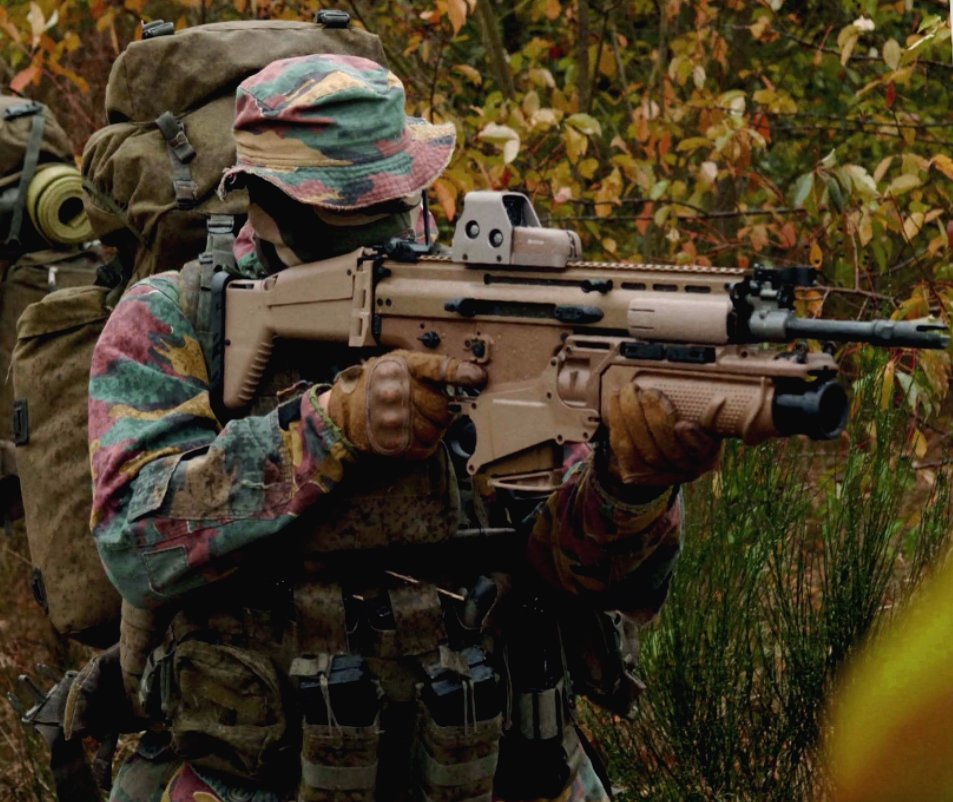
手持FN SCAR H戰鬥步槍的特種部隊群幹員

特種部隊群（英語：Special Forces Group），是隸屬於比利時陸軍的特種部隊，隊員均來自比利時陸軍的傘兵突擊隊。作為加入該部隊的先決條件，考生要有當過傘兵突擊隊至少4年的經驗。

## 歷史[3][4][5][6][7][8][9][1]
- 1942年，首批比利時傘兵在英國曼徹斯特的林威皇家空軍基地（英语：RAF Ringway）接受訓練。同年，比利時獨立傘降連得以成立，並由E·布朗代爾上尉負責指揮。後來，該部隊被合併成特種空勤旅的一部份，成為了第5特種空勤團（英语：5th Special Air Service）（也被稱為“比利時SAS中隊”）。這支SAS中隊在二戰期間擔當了十分重要的角色，其隊員以傘降方式和駕駛著裝甲吉普車執行了多次任務。不久，該部隊也參與了反情報作戰。

- 1945年9月21日，第5特種空勤團的指揮權被從英國陸軍轉交到重新成立的比利時陸軍，並被重新命名為“SAS傘降團”，作為一支高機動性的空降部隊直到1952年與突擊營（英语：2nd Commando Battalion (Belgium)）合併成傘降突擊團（英语：Immediate Reaction Cell）的一個營。

- 自1952年以來，傘降突擊團屬下的第1傘降營（英语：1st Parachute Battalion (Belgium)）一直保留了第5特種空勤團的傳統。
- 1955年，比利時陸軍組建了“特種偵察單位”（法語：Eléments Spéciaux de Recherche，簡稱：ESR，簡稱：SOE），其成員來自陸軍的各個部門。該部隊隸屬於比利時第1軍團並由J·BYL上尉出任指揮官，後來由R·塔格農少校接任。
- 1961年，ESR-SOE正式成立，由R·塔格農出任其首位指揮官。1964年，P·克雷弗克接任該部隊的指揮官，他把部隊改名為“特種偵察小隊”（法語：Equipes Spéciales de Reconnaissance，簡稱：ESR，簡稱：GVP），原ESR-SOE部隊亦成為這支新部隊的第1個連。該連隊是由陸軍和傘降突擊分隊的成員所組成，他們也會跟其他部門和比利時第1軍團合作。該部隊被分成16支小隊，每支隊伍由4名幹員及支援成員組成，合共規模為120人。在成立初年，其總部設置在威登，後來遷至奧伊斯基，最後再遷到斯皮奇，直至部隊於1994年解散。
- 1994年，比利時陸軍在ESR-GVP第1連的基礎下創立了長距離偵察巡邏分隊（LRRP），並保留原有的部隊傳統。LRRP為傘降突擊旅的一部份，總部設於赫弗利，直至該部隊於2000年解散。
- 2000年4月，比利時陸軍在第3傘降槍騎兵團的基礎下成立了特種部隊群（SFG），並將其總部遷到弗拉維。
- 2003年2月，特種部隊群在第3傘降槍騎兵團解散後成為一支獨立部隊。
- 2011年，比利時國防軍削減了國防開支並正在重組中，有著59年歷史的第1傘降團遭到解散。同年12月，第1傘降團的部隊徽章、旗幟和傳統被官方地由特種部隊群所繼承。
- 2012年，特種部隊群的總部被遷到位於赫弗利的新軍營，同時成為輕裝步兵旅的一部份。
- 2018年7月3日，輕裝步兵旅遭到解散，取而代之的是特種作戰團（英语：Special Operations Regiment (Belgium)）（SOR），該部門由以下部隊組成：特種部隊群（SFG）、第2突擊旅（英语：2nd Commando Battalion (Belgium)）（2 Cdo）、第3傘降旅（英语：3rd Parachute Battalion (Belgium)）（3 Para）、突擊隊訓練中心（CE Para），以及第6通訊及資訊系統群（英语：6th Group CIS）（6 CIS Gp）。
- 2019年，比利時、荷蘭和丹麥建立了一個統一的“特種作戰架構司令部（法语：Special Operations Component Command）”（C-SOCC），包括特種部隊群在內的上述三國特種部隊將可受該司令部指揮，以作為北約應變部隊的一部份，從而可更有效地支援其他成員國或執行其他任務。該司令部預料將於2021年正式運作[10]。

## 訓練

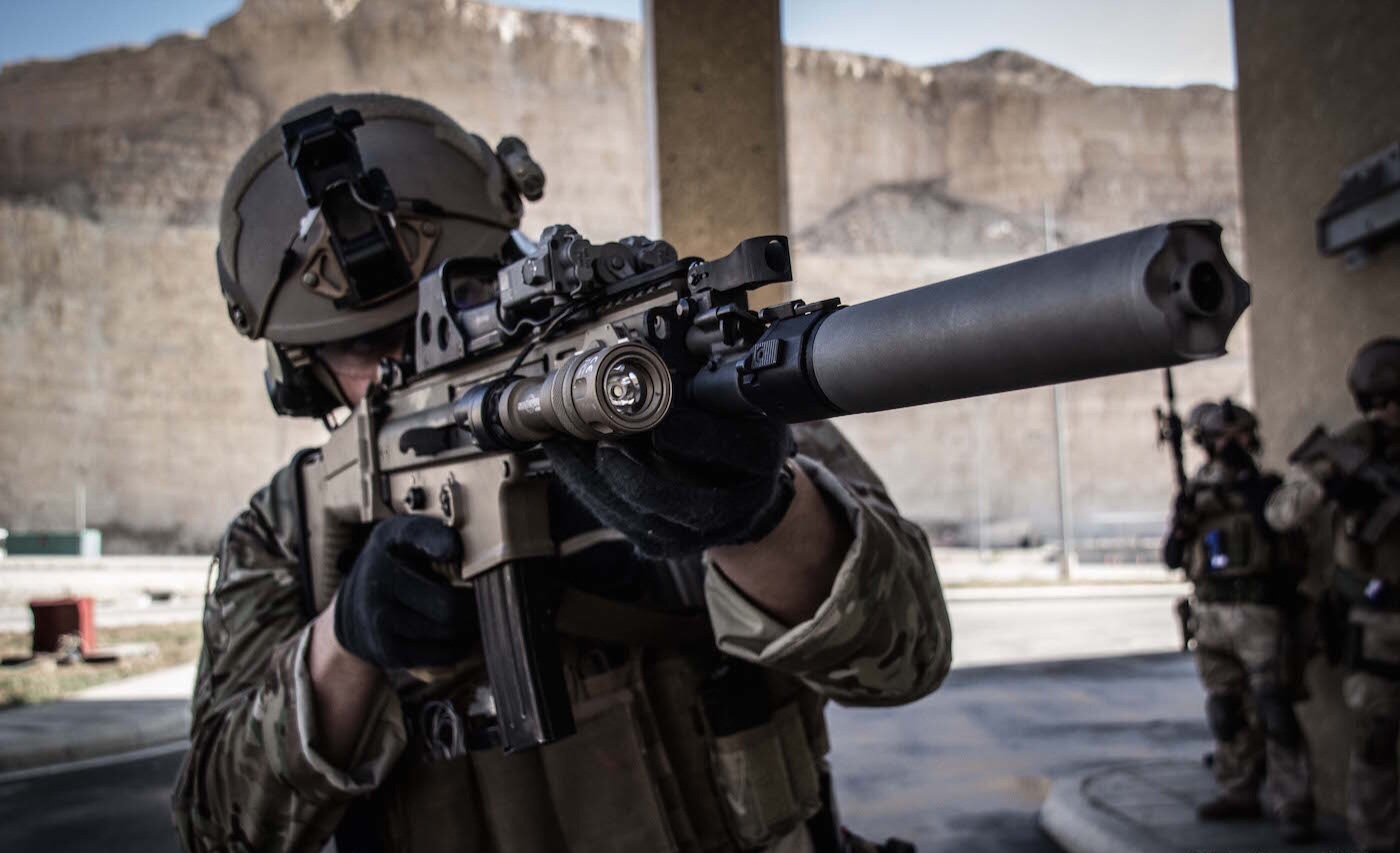
在約旦進行訓練的特種部隊群幹員

特種部隊群的訓練包含著長達二十個月的身體和心理承受能力測試。除此之外，隊員還要學習徒手搏鬥、生存技巧、軍事戰術、閱讀地圖以及無線電的使用。在實際行動當中，特種部隊群隊員必需分成各個小組並深入敵後進行偵察及監視任務，制定針對逮捕或解放目標的小型進攻行動，或是對重要物資的破壞及回收。他們也會受訓打扮成平民以便收集情報。
在整個主要特種部隊課程中，隊員可從三個專項之中進行選擇。這些專項包括：高空跳傘、水下戰鬥技巧以及山上作戰。另外，他們亦必需在通訊、爆破、武器、醫療以及狙擊等團體專項中作出選擇。

## 已知裝備

### 個人武器

#### 突擊步槍／戰鬥步槍
| 武器名稱 | 原產地 | 備註                                 |
| -------- | ------ | ------------------------------------ |
| FN FNC   | 比利时 | 已退役                               |
| FN F2000 | 比利时 | 已退役                               |
| FN SCAR  | 比利时 | L型及H型，L型CQC版本為目前的主力步槍 |

#### 狙擊步槍
| 武器名稱     | 原產地 | 備註       |
| ------------ | ------ | ---------- |
| 精密國際AW   | 英国   | 已退役     |
| 精密國際AXMC | 英国   | -          |
| FN SCAR H PR | 比利时 | -          |
| 巴雷特M107A1 | 美国   | 反器材步槍 |

#### 輕機槍／通用機槍
| 武器名稱  | 原產地 | 備註 |
| --------- | ------ | ---- |
| FN Minimi | 比利时 | -    |
| FN MAG    | 比利时 | -    |

#### 衝鋒槍
| 武器名稱 | 原產地 | 備註 |
| -------- | ------ | ---- |
| FN P90   | 比利时 | -    |

#### 霰彈槍
| 武器名稱  | 原產地 | 備註     |
| --------- | ------ | -------- |
| 雷明登870 | 美国   | 用作破門 |

#### 手槍
| 武器名稱      | 原產地 | 備註                   |
| ------------- | ------ | ---------------------- |
| FN Hi-Power   | 比利时 | 已退役                 |
| FN Five-seveN | 比利时 | Mk 2型為目前的制式手槍 |
| 克拉克19      | 奥地利 | -                      |

#### 榴彈發射器
| 武器名稱 | 原產地 | 備註                              |
| -------- | ------ | --------------------------------- |
| FN EGLM  | 比利时 | 可下掛於FN SCAR的護木下或單獨使用 |

### 個人裝備
- 作戰服
  -  舊式比利時國防軍拼圖迷彩服（英语：Jigsaw camouflage）（已退役）
  -  多地形迷彩樣式作戰服
- 戰術頭盔
  -  Ops-Core FAST XP High Cut
- 抗噪耳機
  -  3M Peltor Comtac XPI
  -  3M Peltor Comtac V
- 攜板背心
  -  Crye Precision JPC
  -  Crye Precision AirLite EK01
  -  Ferro Concepts FCPC V5
- 無線電
- 夜視儀
  -  Theon Mikron
  -  GPNVG-18
- 各種手榴彈

## 另見
- 特種空勤團

## 外部連結
- The Belgian Special Forces Group （页面存档备份，存于）